# David Cone
David Brian Cone (nascido em 2 de janeiro de 1963) é um ex-jogador profissional de beisebol da Major League Baseball (MLB) que atuou como arremessador e é atualmente comentarista esportivo para o New York Yankees pela YES Network. Foi escolhido na terceira rodada do draft de 1981 pelo Kansas City Royals, fez sua estreia na MLB em 1986. Durante seus 17 anos de carreira profissional, arremessou por cinco equipes diferentes.
Cone arremessou o décimo sexto jogo perfeito na história do beisebol em 1999. No jogo final da temporada regular de 1991, eliminou por strikeout 19 rebatedores, empatando em segundo na lista de todos os tempos. Vencedor do prêmio Cy Young Award em 1994, foi convocado cinco vezes para o All-Star Game e liderou as grandes ligas em strikeouts de 1990 até 1992. Foi membro de cinco times campeões das World Series – 1992 com o Toronto Blue Jays e 1996, 1998, 1999 e 2000 com o New York Yankees.
Cone é assunto do livro A Pitcher's Story: Innings With David Cone, de autoria de Roger Angell.

## Jogo perfeito
Em 18 de julho de 1999, David Cone jogando pelo New York Yankees arremessou o 16º jogo perfeito na história da Major League Baseball,  o terceiro na história da equipe e o primeiro jogo deste tipo na temporada regular em partida interligas. Arremessando contra o Montreal Expos no  Yankee Stadium no distrito do Bronx em frente à 41.930 fãs, Cone eliminou todos os 27 rebatedores enfrentados. O jogo durou 3 horas e 19 minutos, da 13:35 até 16:54; o jogo foi interrompido por 33 minutos devido à chuva na parte baixa da terceira entrada. Como parte das festividades do dia "Yogi Berra Day", honrando o ex-catcher dos Yankees, antes do jogo, o ex-arremessador dos Yankees,  Don Larsen lançou o primeiro arremesso da cerimônia para Berra; os dois foram companheiros no jogo perfeito de Larsen em 1956.
O jogo perfeito de Cone foi o 247º no-hitter na história da MLB, e o 11º e, até o momento, último no-hitter na história dos Yankees. O jogo perfeito anterior (tanto da MLB como dos Yankees) aconteceu 14 meses antes em 17 de maio de 1998, quando David Wells conseguiu um jogo perfeito contra o Minnesota Twins também no Yankee Stadium. O jogo perfeito de Cone deu ao Yankees o recorde de franquias com mais jogos perfeitos. Desde o jogo perfeito de Cone, as equipes do Oakland Athletics, Philadelphia Phillies e Chicago White Sox alcançaram seu segundo jogo perfeito; o  White Sox empatou com os Yankees em 2012 com o jogo perfeito de Philip Humber.